# Pselligmus infaustus
Pselligmus infaustus is een spinnensoort in de taxonomische indeling van de bruine klapdeurspinnen (Nemesiidae).
Pselligmus infaustus werd in 1892 beschreven door Simon.